# Міжштатна автомагістраль 5 в Орегоні
Міжштатна автомагістраль 5 (I-5) в американському штаті Орегон — це головна міжштатна автомагістраль, яка перетинає штат з півночі на південь. Він проходить на захід від Каскадних гір, з'єднуючи Портленд із Салемом, Юджином, Медфордом та іншими великими містами в долині Вілламетт і через північні гори Сіскію. Шосе пролягає на 496 км від кордону штату Каліфорнія біля Ешленда до кордону штату Вашингтон на півночі Портленда, утворюючи центральну частину маршруту між міжштатною 5 між Мексикою та Канадою.
I-5 була призначена у 1957 році та замінив US Route 99 (US 99) на більшій частині своєї довжини передує Тихоокеанське шосе та різні вагонні дороги. Автострада включала ранні об'їзні дороги та швидкісні дороги, побудовані для США 99 у 1950-х роках, включаючи нову автомагістраль від Портленда до Салема, а також додаткові об'їзні дороги були побудовані федеральним коштом. Останній сегмент I-5 на мосту Маркум у Портленді було відкрито в жовтні 1966 року, а пізніше того ж місяця було відкрито всю магістраль. Автомагістраль залишається паралельною або паралельною до Орегонської дороги 99 (OR 99) та його відгалуження, що пролягають уздовж колишніх сегментів США 99, які об'їхала автомагістраль I-5, від Ешленда до Портленда.

## Опис маршруту

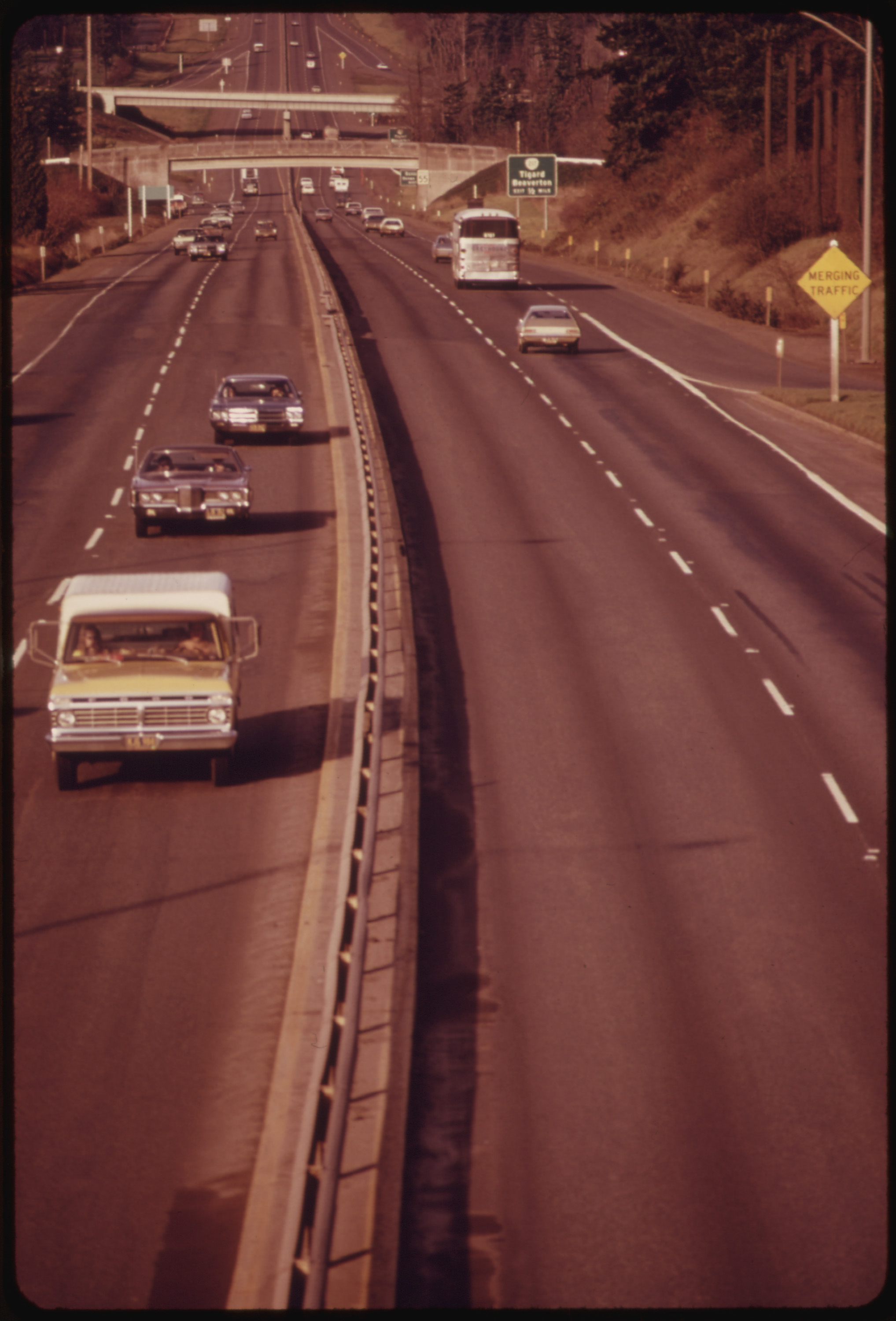
I-5 біля Тігарда, фото 1973 року до подальшого розширення

Міждержавна автомагістраль 5 є другою за довжиною автострадою в Орегоні, довжиною 496 км, і це єдина міжштатна автомагістраль, яка перетинає штат з півночі на південь. Шосе з'єднує кілька найбільших столичних районів штату, які лежать у долинах Роуг і Вілламет, і проходить через округи, де проживає приблизно 81 відсоток населення Орегону. Будучи компонентом міждержавної системи автомобільних доріг, I-5 також визначено як важлива магістраль у Національній системі автомобільних доріг. Офіційно позначена у системі іменних маршрутів штату Орегон як Тихоокеанське шосе № 1, назва, спільна з Орегонським маршрутом 99 і його розділені маршрути на північ від Джанкшн-Сіті. Автошлях США 99 проходить паралельно I-5 через більшу частину південного Орегону, відділяючись від автостради, щоб обслуговувати центри міста та використовувати інші альтернативні маршрути, тоді як 99 і 99E обслуговує коридори на протилежних сторонах річки Вілламет. У 2015 році законодавчий орган штату також призначив I-5 Шляхом Пурпурного Серця та Меморіальним шосе ветеранів Корейської війни.

## Історія
I-5 приблизно йде дорогою Сіскію, раннього торгового шляху, яким користувалися корінні жителі Орегони та ранні мисливці між долиною Вілламетт і Каліфорнією. Дорога була переобладнана як маршрут поселенців у 1846 році після створення територіальним урядом Епплгейтської стежки. Пізніше його включили до ранніх доріг долини Вілламетт, але залишилися другорядними щодо водного транспорту вздовж річки та залізниць, побудованих наприкінці 19 століття. Зростаюча популярність автомобілів на рубежі століть стимулювала будівництво нових автомагістралей і створення автомобільних клубів і асоціацій хороших доріг.